# Inyección intraarticular

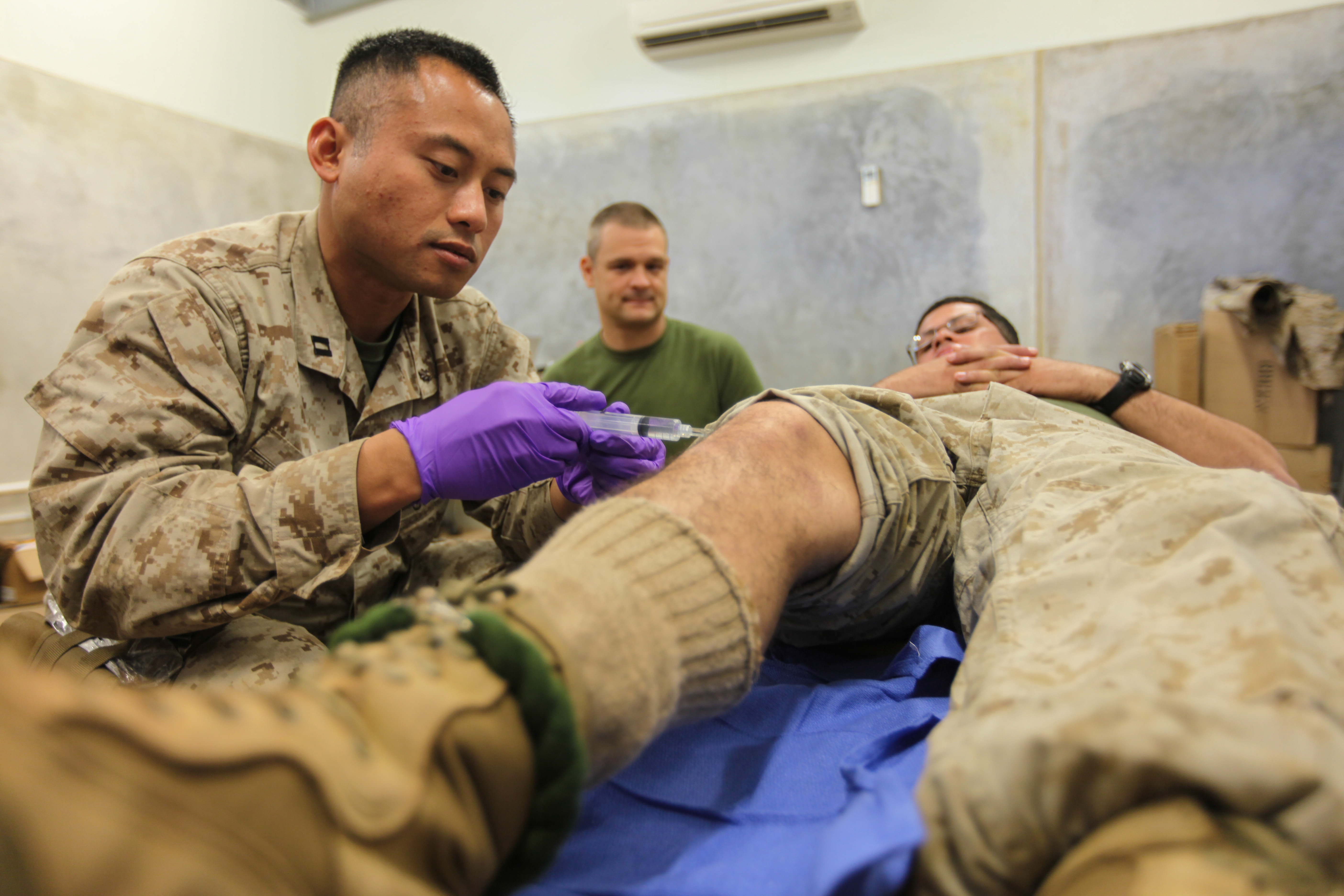
Inyección intraarticular subrotuliana con analgésicos.

La vía de administración intraarticular o inyección intraarticular, se refiere al ingreso de un fármaco, radiofármaco, sustancia de diagnóstico, medio de contraste, etc., al interior de una articulación. En ocasiones se le conoce como vía artícular.
Al igual que las vías de administración intratecal, Vía transdérmica y transmucosa, la vía intraarticular se conoce como vía (o ruta) alterna de aplicación, a diferencia de la administración de medicamentos y algunos adyuvantes por las vías oral, la intramuscular y la intravenosa que han sido denominadas como las formas tradicionales de aplicación de drogas.
Esta vía de administración es empleada entreo otras especialidades médicas, en imagenología, anestesiología, reumatología y traumatología.

## Lugares de aplicación
Por lo general, las áreas más comunes son: 
- Articulaciones grandes (rodilla, cadera, hombro)
- Articulaciones medianas (codo, muñeca, tobillo)
- Articulaciones pequeñas (pie, mano, esternocostal)

También se ha empleado en la articulación temporomaxilar (ostoartritis) y en la articulación sacroilíaca; sin embargo, las características anatómicas de la articulación sacroilíaca dificultan la inyección intraarticular sin guía radiológica. La técnica clásica de intervención de la articulación guiada con el aparato de Rayos X Arco en C es difícil, aunque se han descrito guías para métodos fáciles.

## Usos de la vía intraarticular

### Terapéutica
- Analgesia. Algunos opioides se han aplicado por esta vía para paliar el dolor en articulaciones de hombro y rodilla.[1]
- Anestesiología. Se emplea la inyección intraarticular de anestésicos, como la bupivacaína, para cirugías, con la ventaja de que proporciona un mejor alivio del dolor, disminución del uso de opiáceos postoperatorios, náuseas y vómitos postoperatorios (NVPO) y tiempo en la sala de recuperación.[4]
- Osteoartritis. El beneficio a corto plazo de los corticosteroides intraarticulares en el tratamiento de la artrosis de rodilla está bien establecido y se han informado pocos efectos secundarios. Aún no está claro si existen beneficios clínicamente importantes de los corticosteroides intraarticulares después de una a seis semanas, en vista de la calidad general de la evidencia, la considerable heterogeneidad entre los ensayos y la evidencia de efectos de estudio pequeños.[5]
- En gota. En pacientes con gota, se aplican inyecciones intraarticulares de corticosteroides. (Cuando es en una sola articulación).[6]
- Sinovectomía radioisotópica. Consiste en la inyección intraarticular de una suspensión coloidal de partículas marcadas con un radioisótopo. El objetivo es ejercer un efecto local sobre la membrana sinovial que inhiba el proceso inflamatorio. Esto disminuiría el dolor y la tumefacción, mejorando la movilidad articular. Obviamente se intenta respetar el cartílago y el hueso adyacente.[7]

### Imagenología
- Medios de contraste. Comúnmente se usan medios yodados hidrosolubles. En resonancia magnética puede emplearse gadolinio. Excepcionalmente se informan reacciones atribuibles al medio de contraste salvo cuando hay extravasación a partes blandas o hiperdistensión de la cápsula articular.[8]